# Limnos: Chortarolimni - Limni Alyki Kai Thalassia Periochi
Limnos: Chortarolimni - Limni Alyki Kai Thalassia Periochi este o arie protejată (arie specială de conservare — SAC, sit de importanță comunitară — SCI) din Grecia întinsă pe o suprafață de 18.313,57 ha, integral pe uscat.

## Localizare
Centrul sitului Limnos: Chortarolimni - Limni Alyki Kai Thalassia Periochi este situat la coordonatele 39°56′17″N 25°26′40″E / 39.938037°N 25.444425°E.

## Înființare
Situl Limnos: Chortarolimni - Limni Alyki Kai Thalassia Periochi a fost declarat sit de importanță comunitară în august 1996 pentru a proteja 4 specii de animale. Situl a fost protejat și ca arie specială de conservare în martie 2011.

## Biodiversitate
Situată în ecoregiunile marină mediteraneană și mediteraneană, aria protejată conține 17 habitate naturale: Bancuri de nisip acoperite în permanență slab de apă marină, Straturi cu Posidonia (Posidonion oceanicae), Recifuri, Vegetație anuală la limita mareei, Faleze cu vegetație de Limonium spp. endemic de pe coastele mediteraneene, Salicornia și alte specii anuale care populează regiunile mlăștinoase și nisipoase, Pășuni mediteraneene udate de apa mării (Juncetalia maritimi), Tufărișuri halofile mediteraneene și termo-atlantice (Sarcocornetea fruticosi), Dune mobile cu vegetație embrionară, Dune mobile de-a lungul țărmului cu Ammophila arenaria („dune albe”), Depresiuni intradunale umede, Dune cu tufărișuri sclerofile Cisto-Lavenduletalia, Iazuri temporare mediteraneene, Râuri mediteraneene cu debit intermitent, cu specii de Paspalo-Agrostidion, Sarcopoterium spinosum phryganas, Pajiști umede mediteraneene cu ierburi înalte de Molinio-Holoschoenion, Păduri de Quercus macrolepis.
La baza desemnării sitului se află mai multe specii protejate:
- mamifere (1): delfin mare (Tursiops truncatus)
- reptile (3): țestoasa de baltă (Emys orbicularis), Mauremys rivulata, Testudo graeca

Pe lângă speciile protejate, pe teritoriul sitului au mai fost identificate 12 specii de plante, 3 specii de amfibieni, 9 specii de nevertebrate, 1 specie de pești, 8 specii de reptile.